# Bowie-Dick-Test

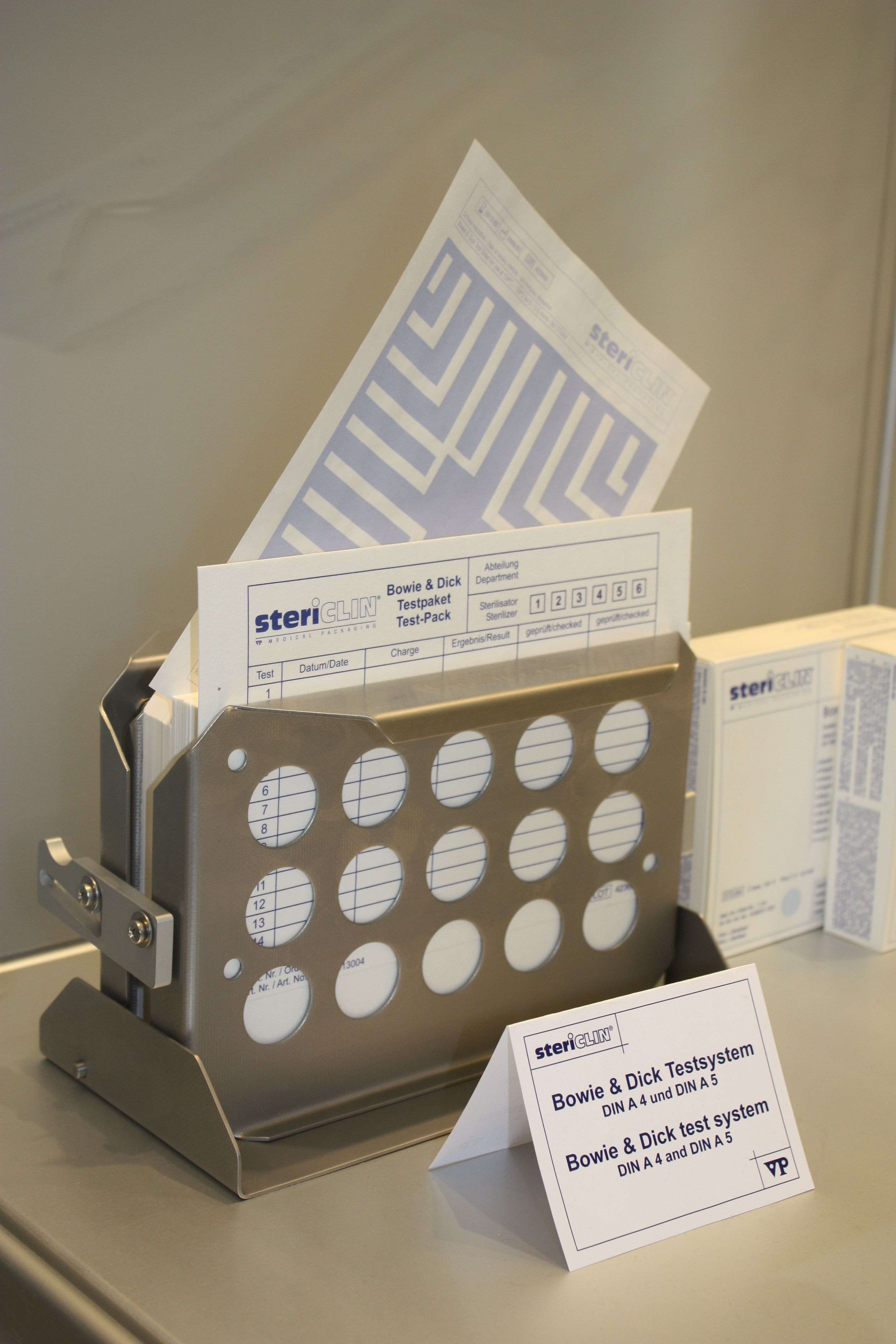
Eine mögliche Testanordnung für den Bowie-Dick-Test (die Testkarte wird in einen Stapel fest zusammengepresstes saugfähiges Papier gelegt)

Der Bowie-Dick-Test ist ein Verfahren zur Leistungsprüfung von medizinischen Dampfsterilisatoren mit fraktioniertem Vorvakuum.
Er simuliert die schwierige Dampfdurchdringung eines fest gepressten Paketes von 7 kg Textilien. Nach der Norm EN 867-3 für verpacktes Sterilisiergut und poröse Ladungen ist ein solcher Nachweis vorgeschrieben. Er dient weiterhin dem Nachweis der Konformität mit der Norm EN 285 und sollte als Routineprüfung nach EN 554 einmal täglich durchgeführt werden, um die Funktion des Vorvakuums zu überprüfen.
Indikatoren zur Überprüfung der Sterilisationswirkung zeigen durch eine Farbveränderung an, ob in ihrer Umgebung die vorgeschriebenen Sterilisationsbedingungen herrschten, die Sterilisation also erfolgreich durchgeführt wurde. Da sich die Indikatoren dabei aber üblicherweise in Form vom Klebestreifen oder Markierungen auf der Verpackung außen auf dem Sterilisiergut befinden, wird die für die Sterilisationswirkung wesentliche vollständige Durchdringung von Hohlräumen und porösem Material mit Dampf nicht erfasst. Um diese sicher zu erreichen, wird bei modernen Autoklaven die Luft vor dem Einleiten des Dampfes abgepumpt (Evakuierung). 
Beim Bowie-Dick-Test wird ein chemischer Indikator in einem gasdurchlässigen Behälter sterilisiert. Wenn vor dem Einleiten des Dampfes die Luft im Sterilisator nicht ausreichend abgepumpt wird, dann erreicht die Dampfsättigung in dem Testbehälter nicht die notwendige Konzentration, wodurch die mangelhafte Funktion des Sterilisators sichtbar wird.
Für größere Sterilisatoren, wie sie oft in Krankenhäusern zu finden sind, werden Geräte für den Bowie-Dick-Test angeboten, welche die Schwierigkeit der Dampfdurchdringung eines Paketes von 7 kg Textilien simulieren. In Krankenhäusern werden standardisierte Sterilisiercontainer mit den Maßen 30 × 30 × 60 cm genutzt, die ungefähr diese Menge aufnehmen.